# Zheng Zhengyang
Zheng Zhengyang (鄭正揚S, Zhèng ZhèngyángP; trascritto anche Cheang Cheng Ieong; Macao, 18 agosto 1984) è un calciatore macaense, di ruolo centrocampista.